# Achat

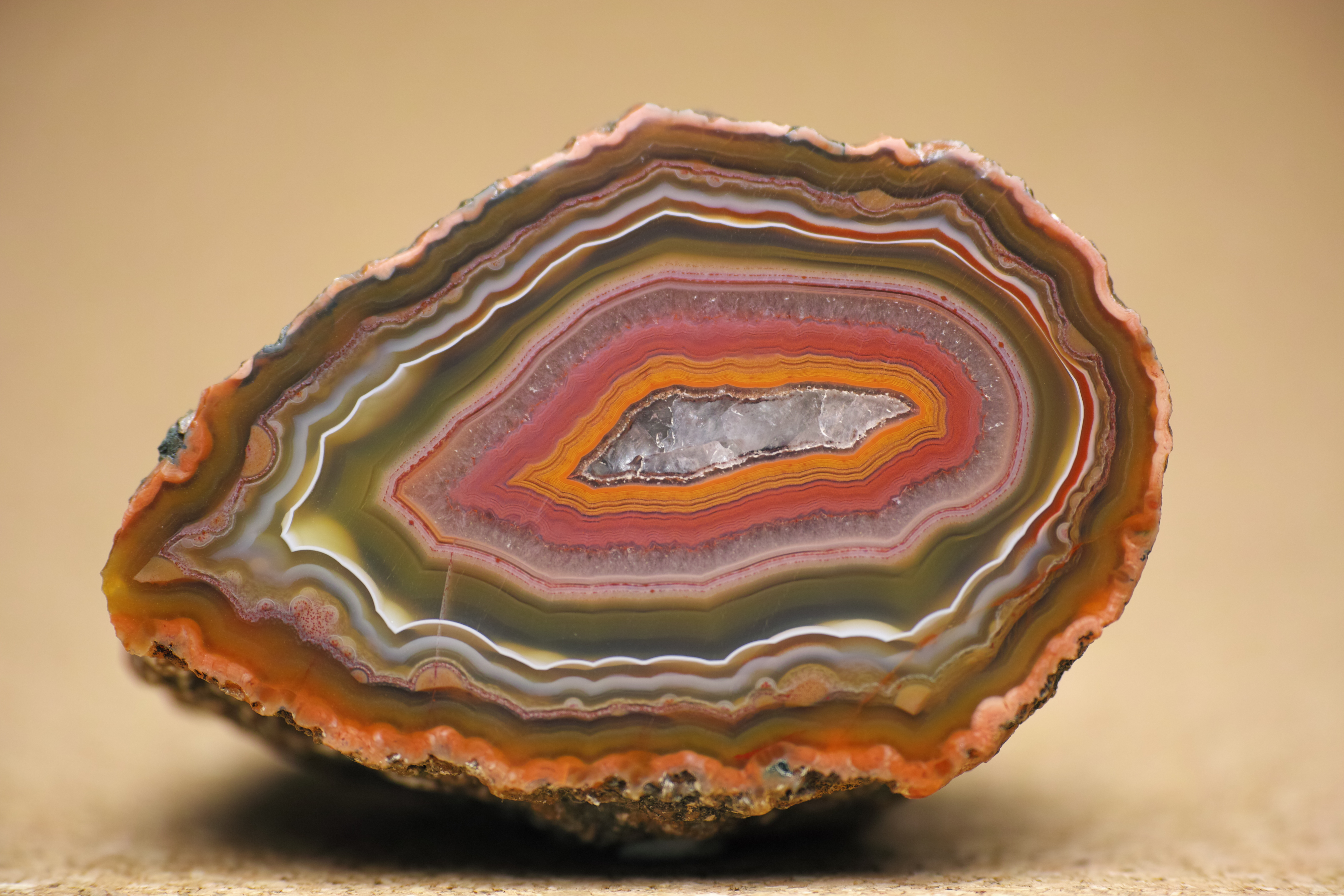
Buntfarbig gebänderter Achat aus Argentinien

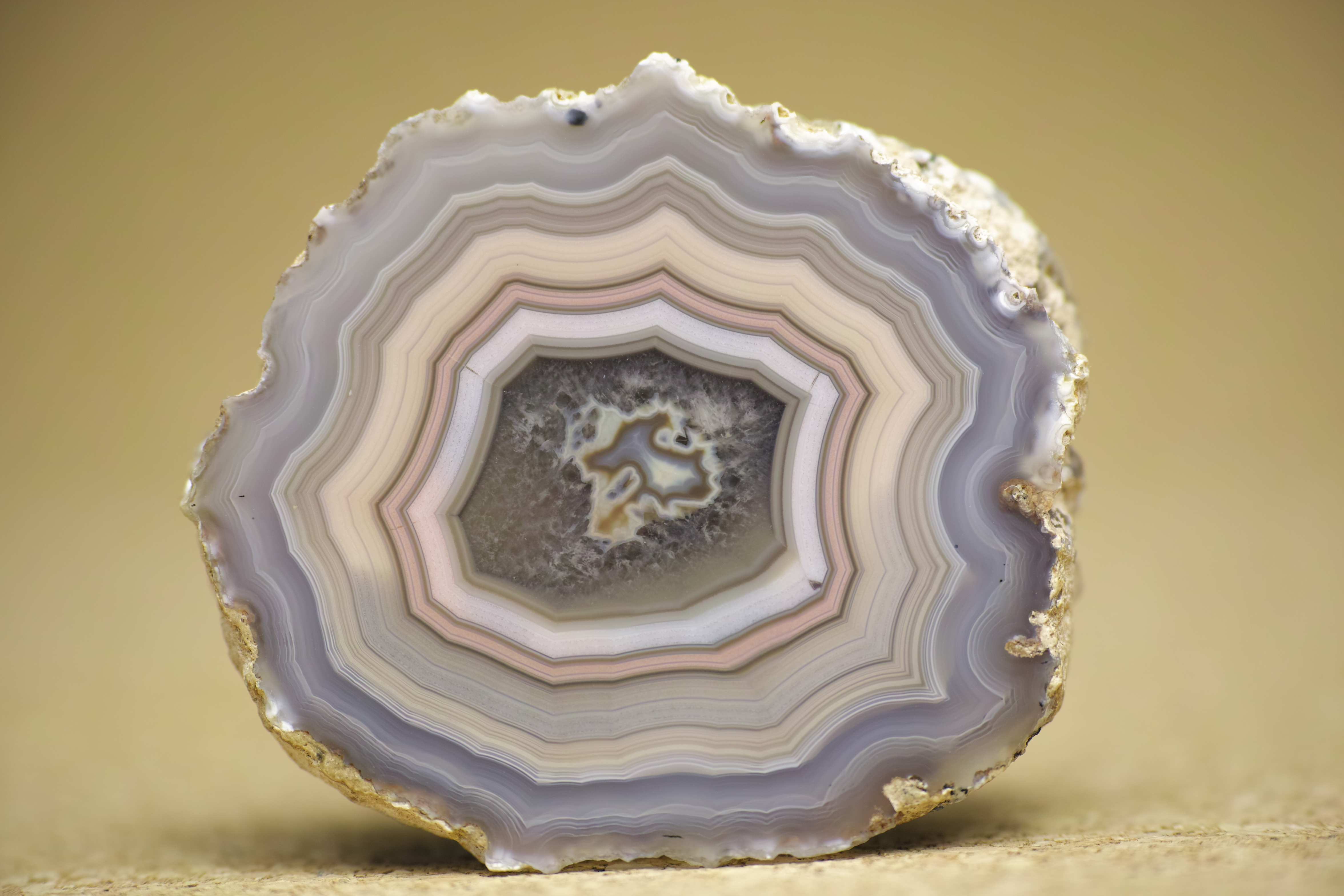
Grau-beige-weiß gebänderter Achat aus Mexiko

Der Achat ist eine Varietät des Minerals Quarz (mit der chemischen Zusammensetzung SiO2), die ausschließlich mikrokristalline Mineral-Aggregate in Form von Drusen und Mandeln bildet. Auffälliges Merkmal von Achaten sind die überwiegend buntfarbigen, streifenförmigen Ablagerungen aufgrund der rhythmischen Kristallisation, die beim Anschnitt von Drusen oder Mandelsteinen sichtbar werden. Es gibt jedoch auch ungestreifte und einfarbige Achate.
Natürliche Achate können in fast allen Farbtönen vorkommen. Meist sind diese aber eher blass oder pastellfarben. Bereits seit der Antike ist allerdings bekannt, dass sich Achate gut färben lassen. Grelle Farben wie Kobaltblau, Magenta, Violett und Pink sind daher oft ein Hinweis auf künstliche Färbungen (siehe Abschnitt Manipulationen und Imitationen).

## Etymologie und Geschichte
Theophrastos von Eresos gab dem Achat seinen Namen, da er in großen Mengen im Fluss Ἀχάτης (Achates; heute Dirillo, Carabi oder Canitello genannt) in der Nähe des Orts Acate auf Sizilien gefunden wurde. Noch in mittelalterlicher Zeit wurde der Achat auch mit griechisch achates (gelegentlich auch agathes) bezeichnet.
Schon in frühester Zeit genoss der Achat hohe Wertschätzung. Im Alten Ägypten wurden etwa 1000 v. Chr. Siegelzylinder, Ringe, Gemmen und Gefäße aus Achat gefertigt. In der Bibel im 2. Buch Mose, 28, 17–20, wird der Brustschild des Hohepriesters ausführlich beschrieben als eine mit Edelsteinen, darunter Achat, besetzte Platte. Amulette aus Achat sollten gegen Blitz, Sturm und Durst helfen.
Anfang des 17. Jahrhunderts war die Achatindustrie bereits zu großer Bedeutung herangewachsen, einen weiteren Aufschwung nahm sie in der zweiten Hälfte des 18. Jahrhunderts, als man begann, Achatwaren zuerst in Silber, dann in vergoldetem Tombak zu fassen. Diese Bijouterie fausse bildete sich namentlich in Oberstein aus und brachte später auch reine Metallwaren auf den Markt.
Nach 1813 entdeckte man die Farbveränderung der Steine durch Brennen, und 1819 brachte ein Handelsmann aus Idar-Oberstein das von einem römischen Steinschneider erworbene Geheimnis des „Schwarzfärbens“ in die Heimat. Seitdem entwickelte sich die Färberei des Achats sehr schnell und wurde eine der Hauptursachen des Aufblühens der Achatindustrie, die nun auch fremdländische Steine, namentlich Achat aus Uruguay, verarbeitete. Seit 1834 kam dieses Material nach Idar-Oberstein und entwickelte die Achatindustrie in vorher nicht gekannter Weise, besonders auch, da die reichlich aus Südamerika eintreffenden Onyxe das Aufblühen der Steinschneidekunst in Paris und Idar veranlassten. Man fertigte hauptsächlich Kameen, auch Intarsien, zum Teil von hohem Kunstwert, und machte mit ihnen große Geschäfte. Die nach Afrika exportierten Stücke hießen auch Negergeld.

## Varietäten und Modifikationen
Im Laufe der Zeit wurden aufgrund der Vielfalt der Ausbildungsvarianten in Farbe und Form verschiedene Eigennamen zur Unterscheidung und Einordnung geprägt, die teilweise auch als Handelsnamen in Gebrauch sind. Bekannte Varietätennamen sind unter anderem
- nach der Farbe

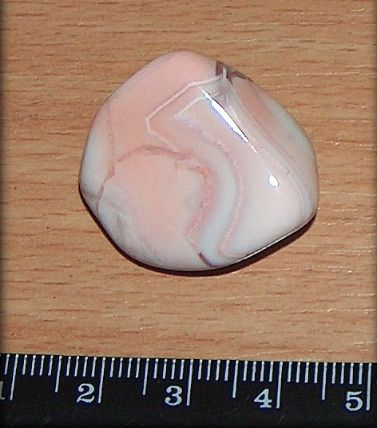
Aprikosenachat

  - Aprikosenachat: Rosa bis fleischfarbener Achat aus Botswana
  - Blutachat oder Fleischachat: Einfarbig oranger bis roter oder zweifarbig orange-weiß bis rot-weiß gebänder Achat, siehe auch Karneol
  - Onyx: schwarz-weiß bis braun-weiß (Sardonyx)
  - Friedensachat: Weißer Achat
  - Honigachat: Honiggelber Achat

- nach der Ausbildungsform
  - Baumachat oder Holzachat: Durch Kieselsäure achat-mineralisierte, versteinerte Hölzer
  - Bandachat: Als unnötig eingestufter Begriff, da Achat bereits als gebänderte Varietät von Chalcedon definiert ist
  - Enhydros oder Wasserstein: Achatmandel mit Restflüssigkeit, trocknet nach Entnahme aus dem Muttergestein gewöhnlich bald aus
  - Feuerachat: Nieren- bzw. traubenförmiger Achat mit eingelagerten Häutchen aus Eisenoxid, der bei entsprechendem Schliff ein opalähnliches Farbenspiel zeigt
  - Korallenachat: Namensgebend ist die Gestalt der Oberfläche des Achats
  - Lagenachat: Achat mit mehrfarbiger, annähernd parallel verlaufender Bänderung (nicht zu verwechseln mit der speziellen Uruguay-Bänderung), die als Rohstoff für Lagensteine verwendet werden.
  - Moosachat oder Dendritenachat: Klarer bis milchweißer Achat mit dendritähnlichen Einlagerungen aus grünen bis schwarzgrünen Mineralen. Ist die Grundfarbe Braun bis Beige, wird er im Handel auch als Mokkastein bezeichnet.
  - Pseudoachat (auch Polyedrischer Quarz oder Polygonachat): Innerlich einem Achat aufgrund der Bänderung und der Druse im Zentrum zwar ähnlich, besitzt äußerlich im Gegensatz zum Achat jedoch keine Mandel- oder Kugelform, sondern eine eckige (polygone) Form.
  - Regenbogenachat (auch Irisachat): Chalcedon/Achat-Aggregat mit gedrillten Chalcedonfasern, die das auftreffende Licht aufgrund von Interferenzwirkungen regenbogenartig irisierend zurückwirft.
  - Röhrenachat: Verdrängungsmorphose von langprismatischen Kristallen
  - Schlangenhautachat: Hellbeigefarbenes Aggregat mit netzartiger, weißer Zeichnung auf der Oberfläche.
  - Skolezitachat: Pseudomorphose nach Skolezit
  - Trümmerachat: Durch Tektonik zerbrochene und weitere Mineralabscheidungen wieder gekittete Achate.
  - Uruguay-Achat: Gerade (horizontal) und parallel ausgerichtete Bänderung

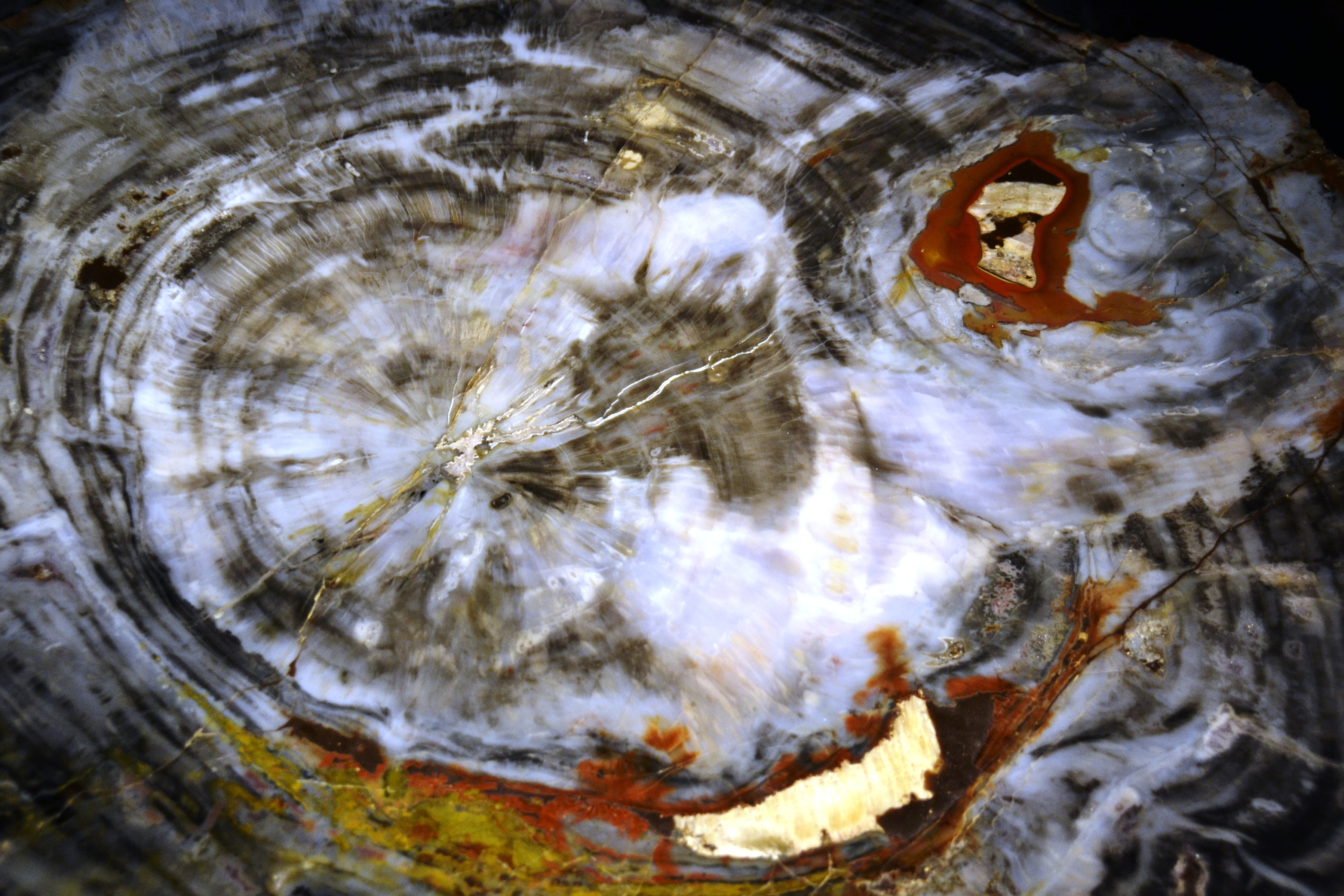
Baumachat
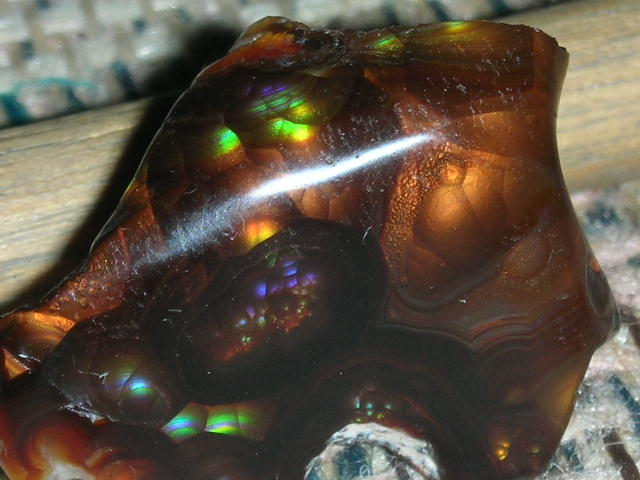
Feuerachat
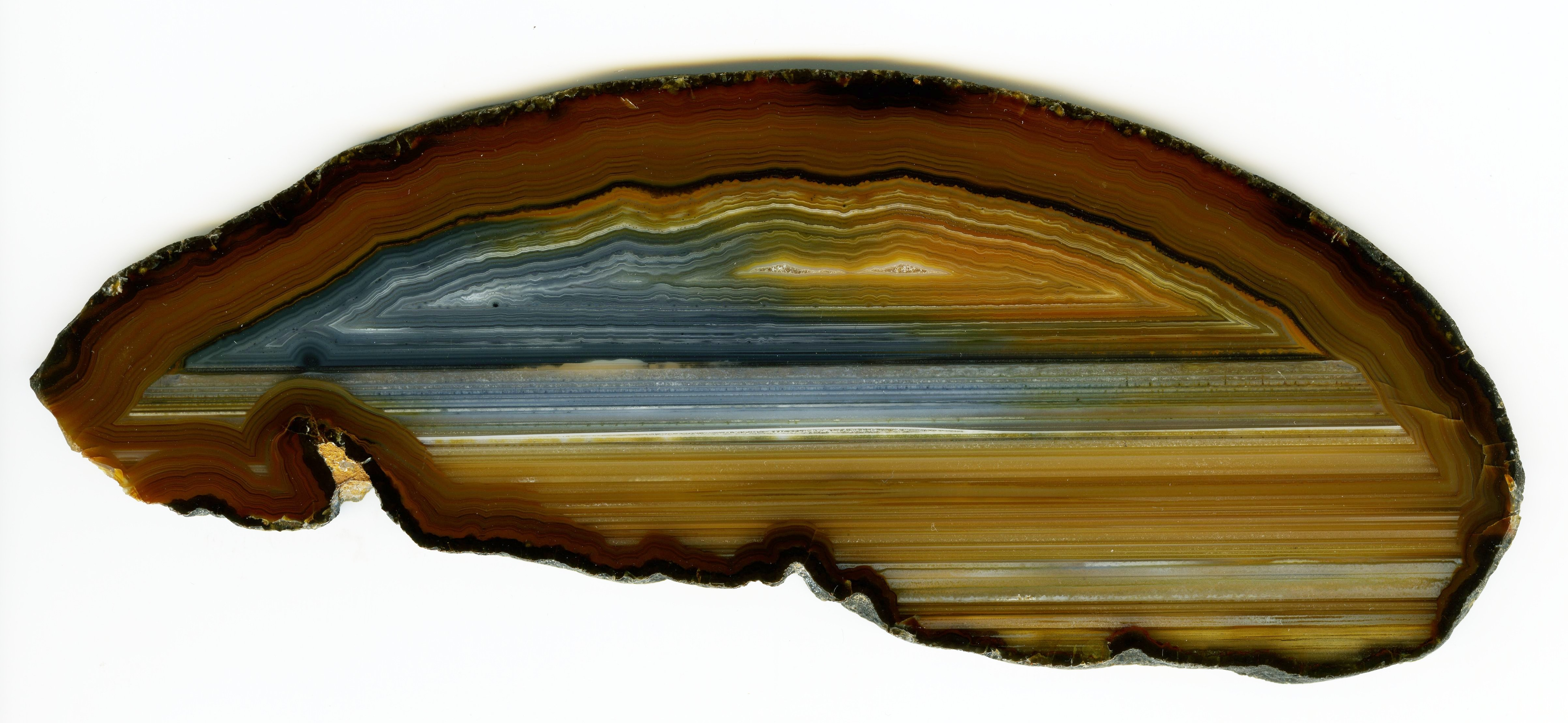
Blauer bis gelber Achat mit Uruguay-Bänderung
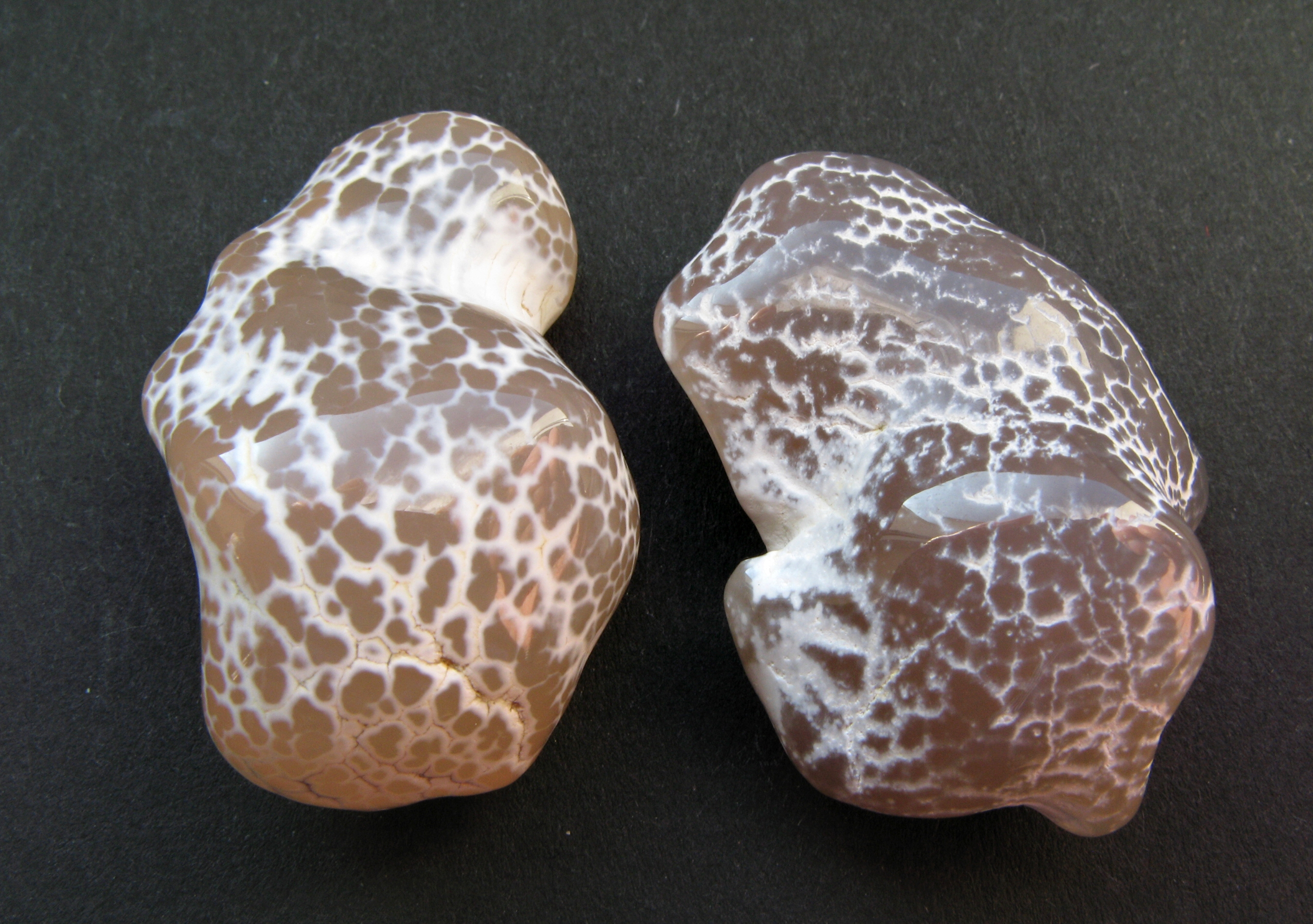
Schlangenhautachat
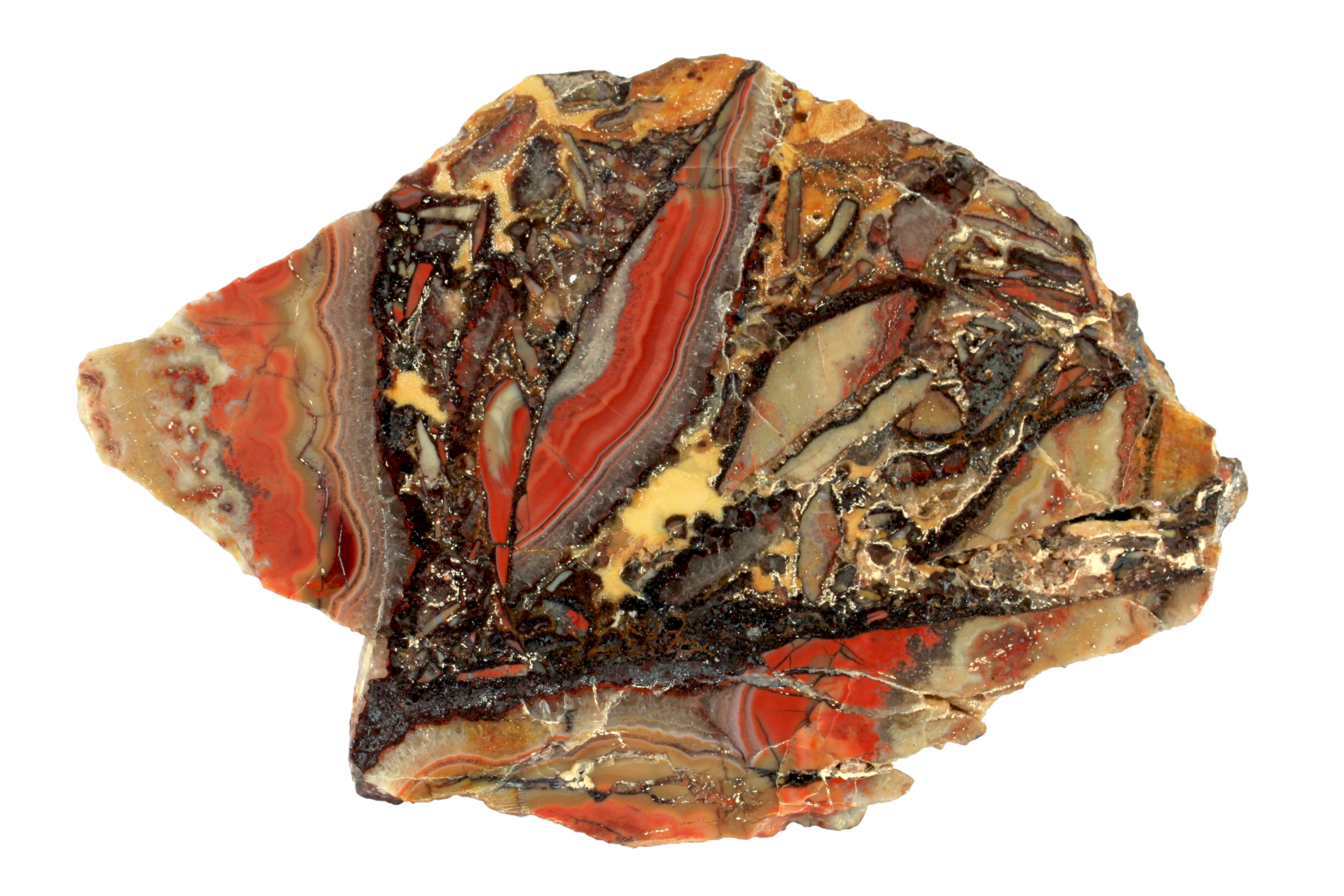
Trümmerachat
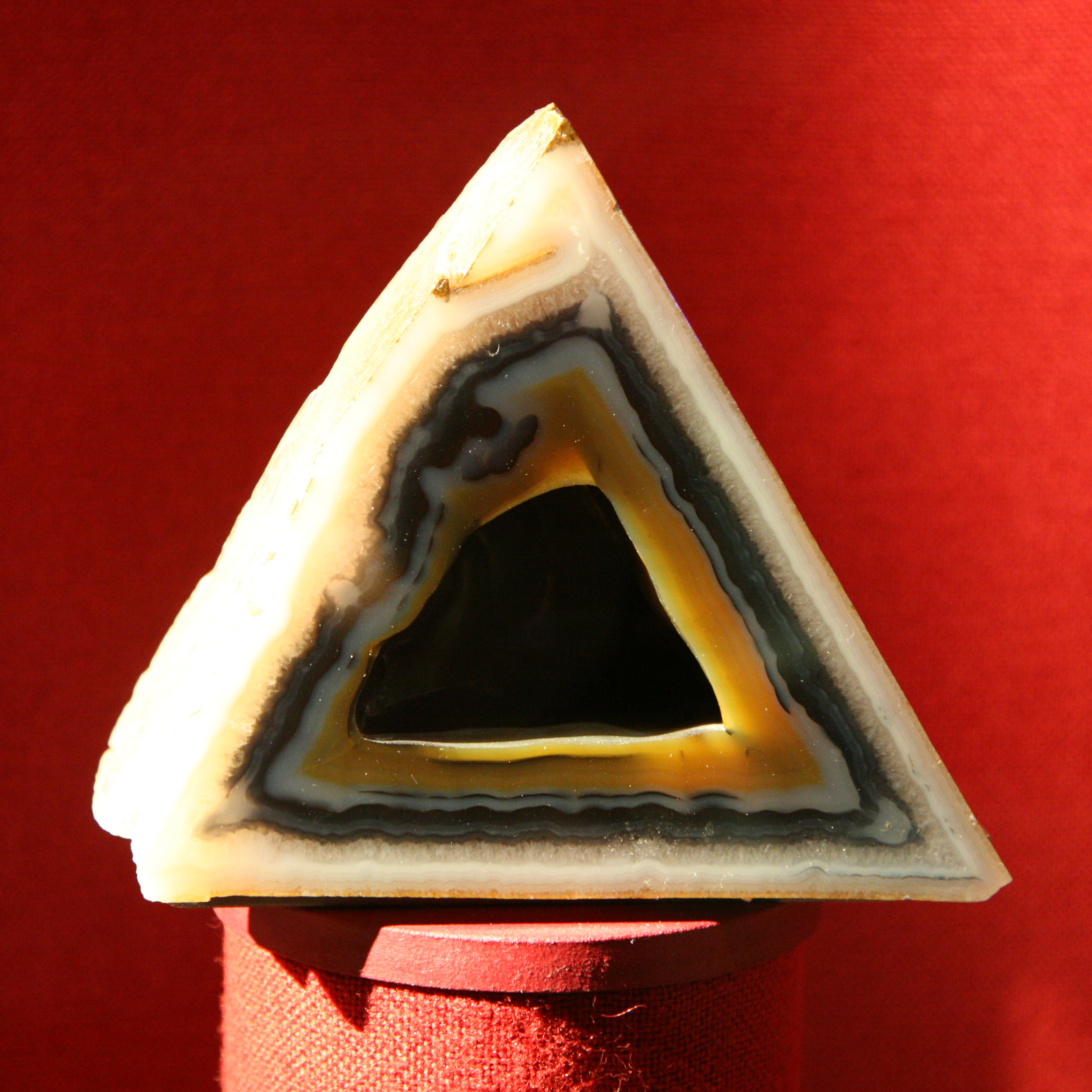
Pseudoachat

- nach dem zufällig entstandenen Schnittbild nach Öffnung von Achatmandeln
  - Augenachat, Brillenachat oder Kreisachat: Um einen Mittelpunkt konzentrisch oder exzentrisch angeordnete Kreise der Achatbänder, die im Schnittbild eine kugelige, augenartige Zeichnung ergeben.
  - Festungsachat: Achatbänderung ähnelt den Luftaufnahmen von Festungswällen
  - Flammenachat oder Wolkenachat: Unregelmäßige Bänderung vor allem am Rand von Achatmandeln, die im Schnitt ein wolkenförmiges Aussehen haben.
  - Landschaftsachat: Einer Landschaft ähnliches Schnittbild in Achatdrusen bzw. -mandeln, erzeugt schwarze, rötliche und/oder gelbe Strukturen, die meist durch eingedrungene, eisenhaltige Lösungen in Haarrissen.
  - Sternachat: Die unregelmäßig geformten Geoden sind meist vollständig gefüllt und zeigen beim Anschliff oft eine fünfstrahlige Form.

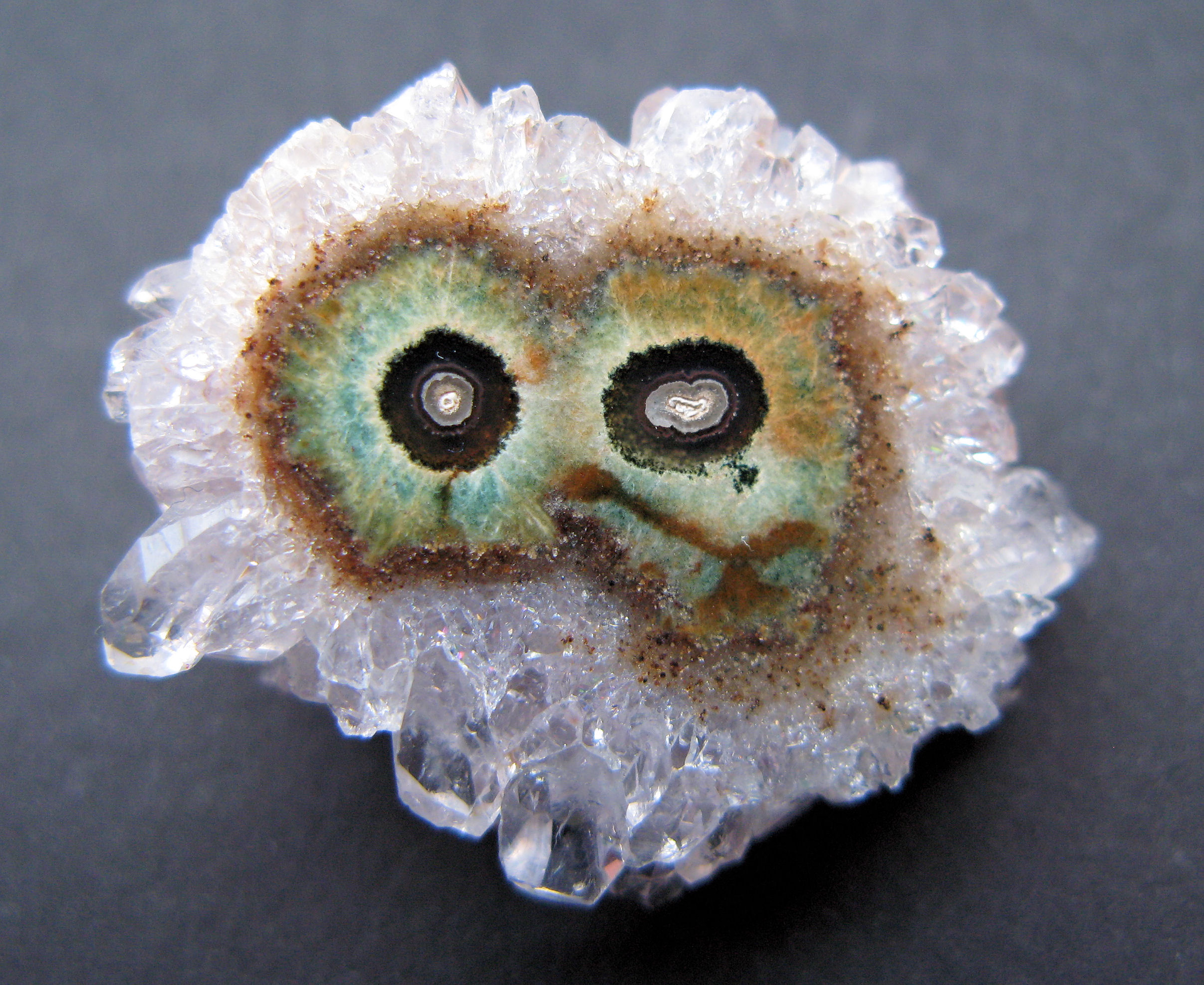
Augenachat
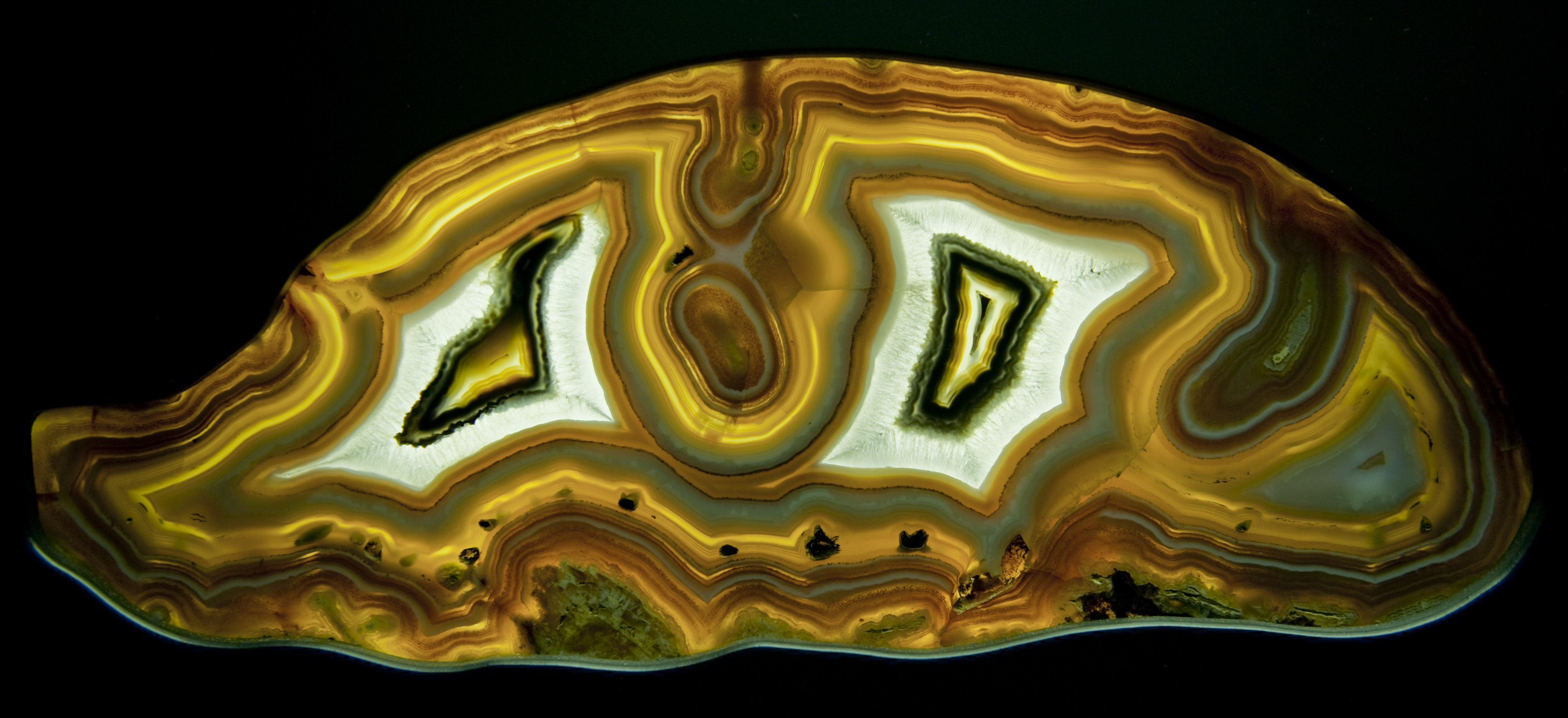
Festungsachat
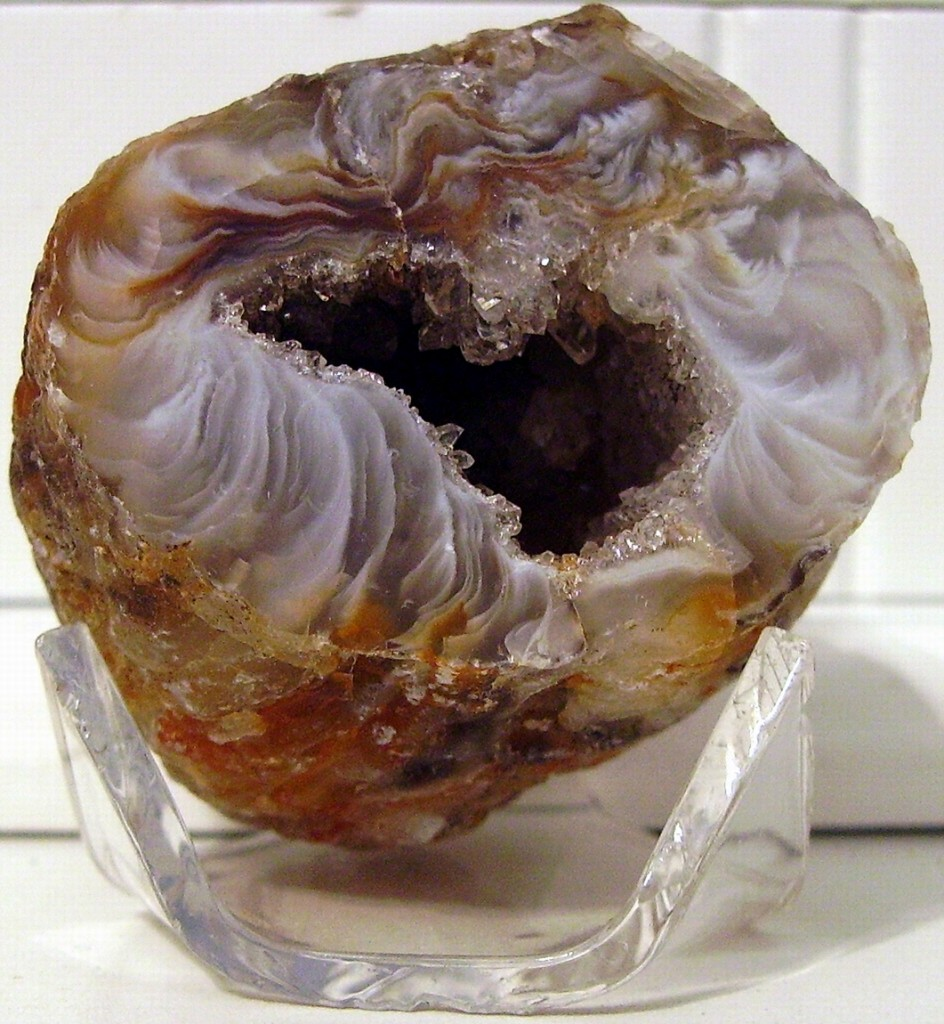
Flammen- bzw. Wolkenachat in bräunlich-weiß
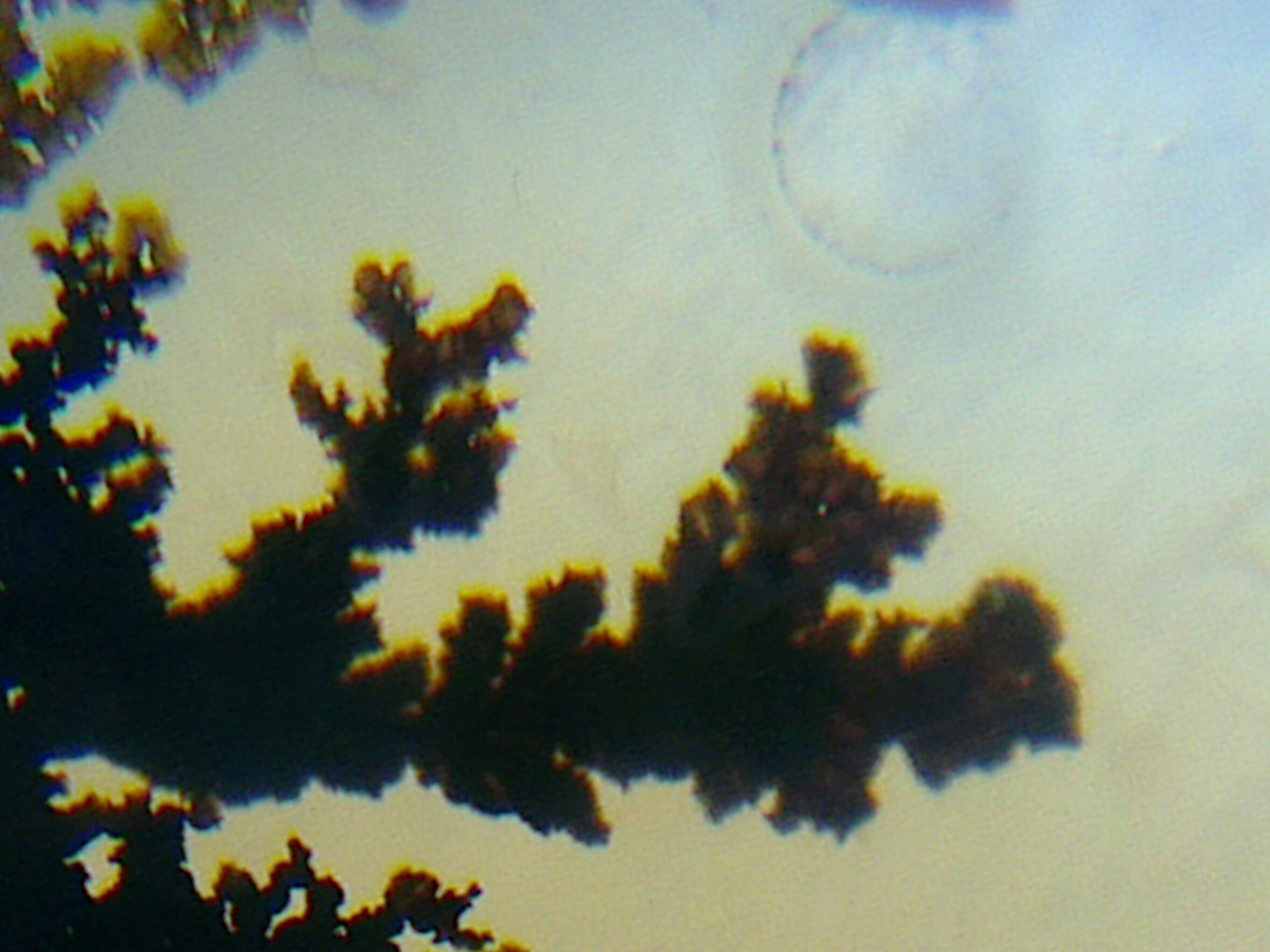
Moos- bzw. Dendritenachat

## Bildung

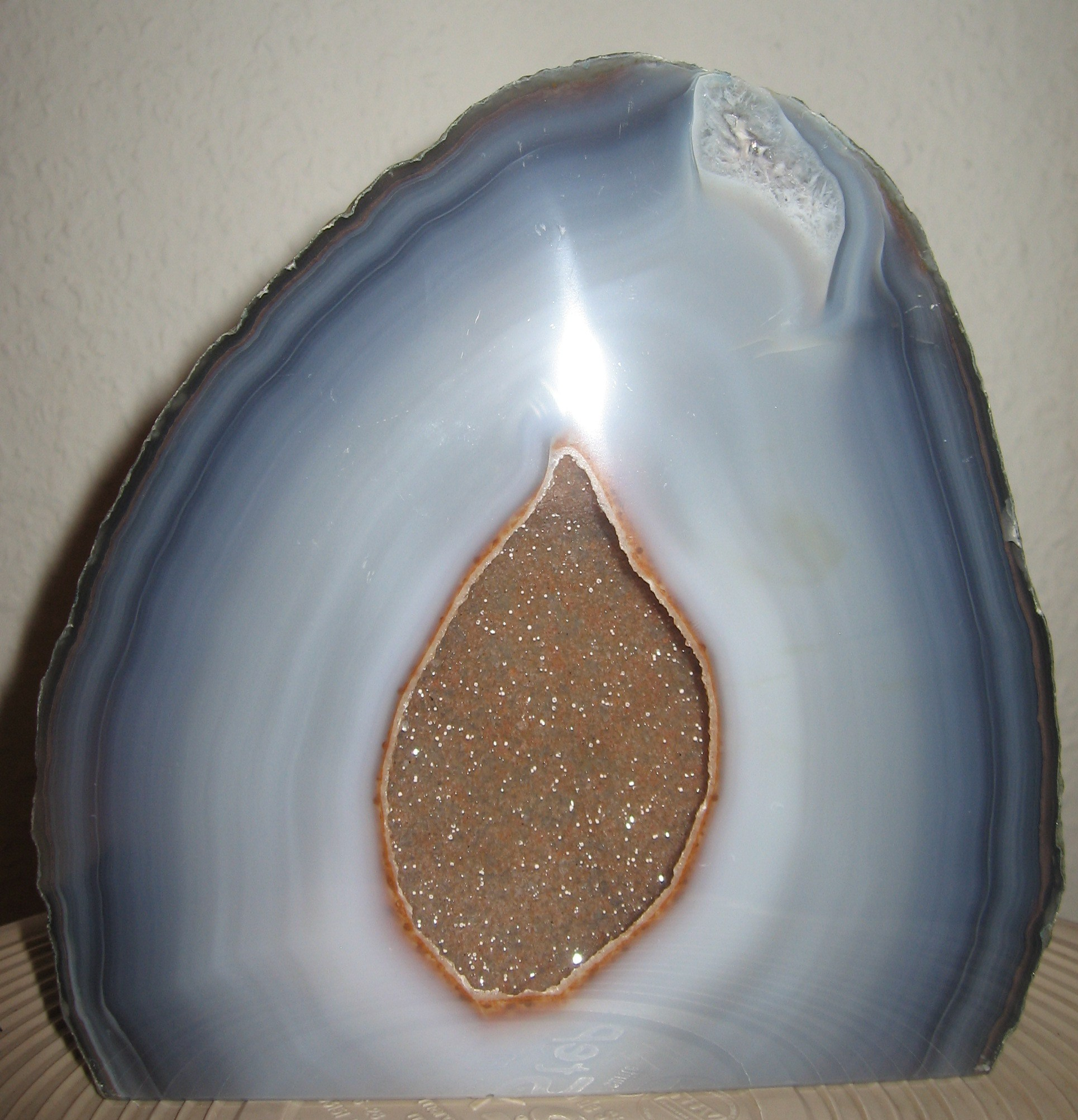
Achatmandel mit Quarzdruse

Achate bilden sich in Gesteinshohlräumen als deren Auskleidung oder Ausfüllung: Bei (vollständiger) Ausfüllung spricht man von einer Mandel, bei (unvollständiger) Auskleidung von einer Druse.
Als Gesteinshohlräume kommen in erster Linie Blasenräume in vulkanischen Gesteinen in Betracht, hier stießen die in der ausströmenden Lava enthaltenen Gase nicht mehr bis zur Oberfläche des Lavastroms durch und konnten nicht entweichen, sondern sie wurden in der erkaltenden Lava eingeschlossen und bildeten darin einen Hohlraum, der sich in einem späteren Prozess mit Achat, Quarz, Calcit oder anderen mineralischen Stoffen füllte. Als vulkanische Gesteine kommen sowohl basische Vulkanite, beispielsweise Basalt, als auch saure Vulkanite, beispielsweise Rhyolith, in Betracht.
Diese Blasenräume in vulkanischen Gesteinen sind die häufigsten Orte, an denen Achate entstehen können, jedoch werden Achate auch in Gängen und Klüften verschiedener Gesteine und auch in Hohlräumen von Sedimenten gebildet. Auch in Fossilien, z. B. in versteinerten Bäumen, in verkieselten Korallen und in Dinosaurierknochen werden Achate beobachtet.
Mit der Frage, wie das Siliziumdioxid-haltige Material in diese Hohlräume eingedrungen ist, haben sich zahlreiche Mineralogen in den letzten 200 Jahren beschäftigt und verschiedene Theorien aufgestellt. Hierbei musste geklärt werden, wie z. B. in einem Basalt, also in einem basischen, silikatarmen Gestein, eine derartige Akkumulation von reinem SiO2 stattfinden konnte. Dabei ist die ursprünglich vorhandene These, dass die SiO2–Akkumulation bereits in der Gesteinsschmelze erfolgt sei und sich im glutflüssigen Magma bereits Tropfen von flüssigem Siliziumdioxid abgeschieden haben sollen, heute als überholt anzusehen, allein schon deshalb, weil Achate auch in Gesteinen zu finden sind, die nie in glutflüssigem Zustand waren (s. o.). Heute wird einhellig die Meinung vertreten, dass Achate im sogenannten sedimentär-diagenetischen Bereich, also bei Temperaturen bis maximal 200 °C, entstanden sind.
Ferner wurde die These vertreten, dass kieselsaure wässrige Lösungen durch sogenannte Infiltrationskanäle in die Gesteinshohlräume eingedrungen sind, ein Achatband an der Hohlraumwandung abgesetzt und danach den Hohlraum wieder verlassen haben. Nach zahlreichen Wiederholungen dieses Prozesses hat sich der Hohlraum allmählich mit Achat gefüllt. Diese sogenannte Infiltrationstheorie setzt den zweifelhaften Transport großer Wassermengen im Gestein voraus und ist deshalb heute nicht mehr anerkannt.
Bei der Suche nach einer Lösung des Achatproblems steht heute eine Theorie im Vordergrund, die von Michael Landmesser am Institut für Edelsteinforschung in Mainz entwickelt worden ist. Landmesser geht davon aus, dass im Gestein neben größeren Hohlräumen ein Netz von feinsten Haarrissen und Kapillaren vorhanden ist, das ständig mit Wasser gefüllt ist und in dem die für die Akkumulation erforderliche Kieselsäure in Form von Monokieselsäure H4SiO4 durch Diffusion transportiert wird. Nach Landmesser spielt also nicht der Transport großer Wassermengen, sondern der Diffusionsprozess der Monokieselsäure die entscheidende Rolle bei der Achatgenese. Die Monokieselsäure-Moleküle reagieren miteinander in einem fortlaufenden Akkumulationsprozess, wobei sich die Moleküle über gemeinsame Sauerstoff-Atome zu Dikieselsäuren, Trikieselsäuren, Tetrakieselsäuren usw. vereinigen, bis schließlich kolloidale Polykieselsäuren entstehen, die sich an den Wänden des Hohlraums aufgrund von Adhäsion niederschlagen und in einem Reifungsprozess (vor allem Abgabe von Wasser) schließlich in festen kryptokristallinen Quarz übergehen. Dieser Prozess verläuft während langer Zeiträume, in denen sich die äußeren Bedingungen wie Druck, Temperatur, Anwesenheit von Begleitmineralien, beispielsweise Fe3+-Verbindungen, ändern, was zur Entstehung der charakteristischen Achatbänderung führt.
Die Entstehung von Achaten ist sehr nahe verwandt mit Prozessen in Sedimenten und Sedimentgesteinen, wie etwa der Bildung von Kieselhölzern, Feuersteinen, Cherts und ähnlichem. In all diesen Fällen laufen vergleichbare physikalisch-chemische Prozesse ab. Bei Achaten kommt als Besonderheit hinzu, dass im Frühstadium ihrer Bildung bei anfangs oft noch weichen Gel-ähnlichen Abscheidungen im Gesteinshohlraum Muster entstehen, die aus moderner physikalisch-chemischer Sicht als Selbstorganisationsphänomene einzustufen sind. Solche Musterbildungen, die sich ganz grundlegend von klassischen Kristallisationsvorgängen unterscheiden, sind wesentlich mitverantwortlich für die ungeheure Formenvielfalt (Bänderungen und vieles mehr) und damit für die Attraktivität und Individualität der Achate. Durch die Selbstorganisations-Dynamik zeigen Achate einen völlig unterschiedlichen Aufbau, selbst wenn sie in unmittelbar benachbarten Hohlräumen entstanden sind.

## Fundorte

### Europa
- Deutschland

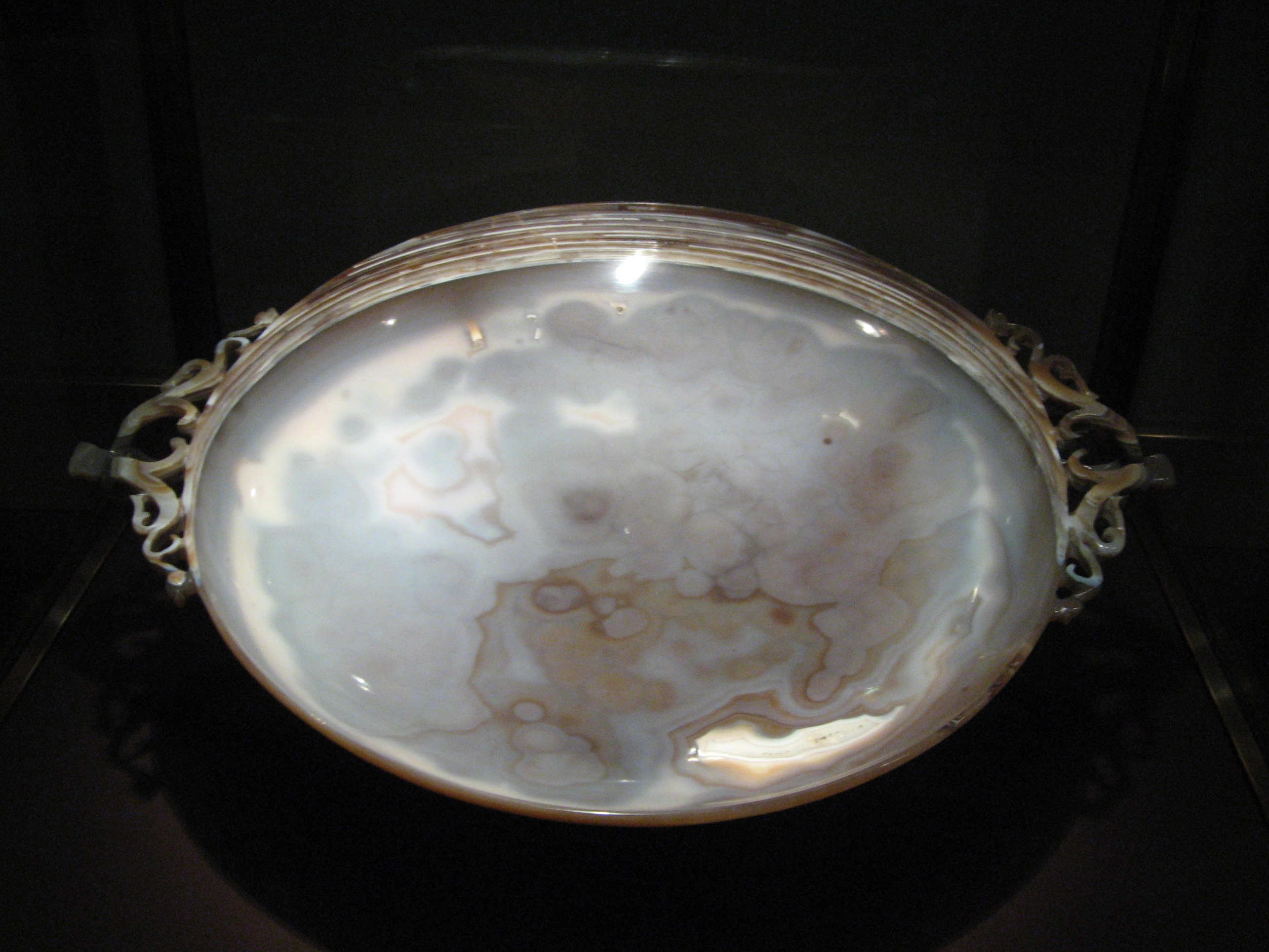
Die Achatschale, Schatzkammer Wien

  - Baden-Württemberg: Lierbachtal bei Oppenau/Schwarzwald, Baggersee Sandweier bei Baden-Baden, Unteralpfen bei Waldshut, Geisberg beim Schuttertal-Schweighausen
  - Bayern: Sailauf bei Aschaffenburg
  - Brandenburg: Saalhausen (Großräschen) bei Senftenberg, Finsterwalde
  - Rheinland-Pfalz:
    - Region Idar-Oberstein: Edelsteinmine Steinkaulenberg, Idar-Oberstein Stbr. Setz, Vollmersbach bei Idar-Oberstein, Fischbachtal Stbr. Juchem, Fischbachtal Stbr. Bernhard, Steinbruch Hellberg bei Kirn, Rimsberg bei Birkenfeld, Dienstweiler bei Birkenfeld, Baumholder Stbr. Backesberg, Baumholder Truppenübungsplatz, Bad Sobernheim, Oberhausen an der Nahe, Reichweiler bei Freisen usw.
    - Pfälzer Wald und Nordpfälzer Bergland: Albersweiler bei Annweiler, Waldhambach (Pfalz) bei Annweiler, Imsbach am Donnersberg
    - Rheinhessen: Nack bei Alzey, Wendelsheim bei Alzey
    - Eifel: Schottergrube Arenrath bei Binsfeld

  - Saarland: Raum Freisen (Stbr. Hellerberg, Autobahnbau, Windradbau), Leißberg bei Oberthal (Saar), Steinbach bei Lebach, Stbr. Setz. Insgesamt sind im Saar-Nahe-Becken 142 Achat- und Jaspis-Fundstellen dokumentiert worden (Deutsches Edelsteinmuseum Idar-Oberstein).
  - Sachsen: St. Egidien bei Glauchau, Hohenstein-Ernstthal bei Chemnitz, Zwickau-Planitz, Halsbach (Freiberg), Schlottwitz bei Glashütte (Sachsen), Rochlitz, Hartmannsdorf-Reichenau bei Frauenstein (Erzgebirge)
  - Thüringen: Baumgartental bei Ruhla/Thür. Wald, Nesselhof bei Floh-Seligenthal/Thür. Wald, Spießberg bei Friedrichroda/Thür. Wald, Schneekopf bei Gehlberg/Thür. Wald
- Frankreich: Esterel-Gebirge bei Fréjus/Provence, Walscheid bei Sarrebourg/Lothringen
- Großbritannien: Mendip Hills bei Dulcote, Grafschaft Somerset
- Island: Reyðarfjörður
- Österreich: Kärnten (Lavanttal), Steiermark (Leibnitz)
- Polen: Rósana und Nowy Kosciól (Neukirch)/Niederschlesien, Plóczki Górne (Obere Görisseifen)/Niederschlesien
- Russland: Golutvin bei Moskau, Timan-Rücken bei Workuta
- Tschechien: Bezděčin bei Frýdštejn (Friedstein)/Nordostböhmen, Kyje bei Doubravice, Zelecnice/Nordostböhmen, Nová Paka/Nordostböhmen, Horní Halže (Oberhals) bei Měděnec (Kupferberg)/Böhmisches Erzgebirge

### Afrika
- Algerien: Oase Tidikelt/Sahara
- Botswana: Bobonong, Mashuta
- Malawi: Ngabu
- Madagaskar: Provinz Mahajanga
- Marokko: Tizi-n-Tichka, Asni, Sidi Rahal im Hohen Atlas, Aouli, Kerrouchen, Zaër-Zaïane
- Namibia: Agate Bay bei Lüderitz, Skelettküste, Grünau im Süden
- Südafrika: Lichtenburg
- Tansania: Kigoma und Morogoro

### Nordamerika
- USA:
  - Arizona: Mulligan Peak bei Clifton
  - California: Mojave-Wüste
  - Florida: Tampa Bay
  - Minnesota: Duluth am Lake Superior
  - Montana: Dryhead Ranch/Pryor Mountains, Yellowstone River
  - Nevada: Black Rock Desert
  - New Mexico: Baker Egg Mine bei Deming
  - Oregon: Priday (= Richardson) Ranch/Ochoco Mountains, Morrison Ranch
  - South Dakota: Black Hills bei Fairburn, Tepee Canyon
  - Texas: Woodward Ranch bei Alpine
  - Utah: Dugway Geode beds bei Vernon, Hanksville, Crescent Junction bei Moab
  - Washington: Ellensburg Blue Agates
  - Wyoming: Blue Forest
- Mexiko: im Bundesstaat Chihuahua: Rancho Coyamito, Rancho Gregoria und Rancho Agua Nueva bei Ojo de Laguna, Rancho Los Aparejos bei El Sueco, Rancho la Viñata bei Ejido el Apache, Rancho Colorado bei Nuevo Casas Grandes, Ejido Benito Juarez in der Sierra Santa Lucia (Crazy-Lace-Achate!) sowie im Bundesstaat Sonora

### Südamerika
- Argentinien: San Rafael/Provinz Mendoza mit den Fundstellen Canon de Atuel, Cerro Victoria, Sierra Pintada u. a., Malargüe/Provinz Mendoza, Pajaritas/Provinz Chubut
- Brasilien: Rio Grande do Sul, Minas Gerais, Soledade im Bundesstaat Paraíba
- Uruguay: Artigas

### Asien
- China: Nanjing
- Indien: Dekkan-Plateau
- Indonesien: Donorojo auf der Insel Java
- Kasachstan: Maiskoje bei Semei
- Türkei: Çubuk bei Ankara
- Mongolei: Burugdi/Wüste Gobi

### Australien und Neuseeland
- Agate Creek/Queensland, Mount Hay/Queensland, Wave Hill Pastoral Station/Northern Territory
- Mount Somers/Ashburton District auf der Südinsel

## Morphologie

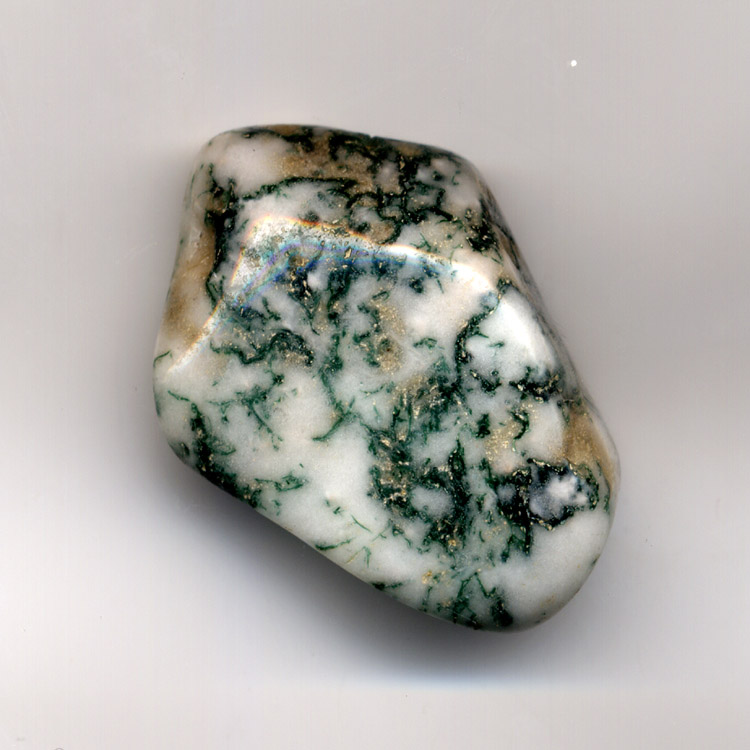
Moosachat, 2,5 cm groß

Die Struktur der Achate besteht gewöhnlich aus konzentrischen oder unregelmäßigen Schichten, die einen Hohlraum ausfüllen. Der Achat besteht aus verschiedenen Varietäten von Chalcedon, mikrokristalliner Kieselsäure. Die einzelnen Lagen zeigen gröbere und feinere Strukturen und sind oft äußerst dünn, so dass ein paar Hundert auf 1 mm kommen. Ganz amorphe (wasserhaltige) Kieselsäure kommt in den Achaten jedenfalls sehr selten vor. Die unterschiedliche Farbe rührt gewöhnlich von Eisen- und Manganverbindungen her, doch sind die Onyxe (schwarz und weiße Lagen), Sardonyxe (braune und weiße Lagen) und Karneol (auch Sarder) meist künstlich gefärbt.
Zwischen und über dem Chalcedon finden sich meist drusige Amethystlagen. Sehr häufig umschließt die Mandel einen hohlen Drusenraum, worin noch Bergkristall, Amethyst, Kalkspat, Zeolithe, Hämatit und andere Mineralien zur Ausbildung kommen. Bei Oberstein schmiegen sich alle Chalcedonlagen der äußeren Mandelform an, in den brasilianischen Mandeln findet sich im Innern meist eine Schicht planparalleler horizontaler Lagen. Nicht selten werden beim Durchschleifen die Kanäle bloßgelegt, durch welche die innere Masse oder vielmehr die Flüssigkeit, welche sie gelöst enthielt, in den Mandelraum eingedrungen ist. Dieser ist also zuerst gebildet, und von außen nach innen fortschreitend sind die einzelnen Lagen aus wässriger Lösung abgeschieden, wobei das abgeschiedene Mineral nicht selten der nachdringenden Flüssigkeit den Weg verstopfte und also im Innern ein Hohlraum übrig blieb.
Nach dem Zerfall der Matrix, in die die Achate eingebettet waren, sind sie frei und durch ihre siliciumhaltige Natur, die gegen die Korrosion durch Luft oder Wassers extrem beständig ist, bleiben als Knötchen im Boden und im Kies erhalten, auch wenn sie in Flüssen gerollt werden.
Achat ist ein recht widerstandsfähiges Mineral und zeigt auch keinerlei Reaktion auf Wasser oder Sonneneinstrahlung. Auch vor Dellen und Rissen ist er recht gut geschützt, da er eine hohe Härte und Dichte hat.

## Verwendung

### Als Schmuckstein
Achat und seine Varietäten finden vor allem als Schmuckstein Verwendung. Durch Färbung und Zeichnung ausgezeichnete Achate wurden schon von jeher zu geschnittenen Steinen (Gemmen, Kameen, Siegelringen), aber auch zu Reibschalen und Mörsern, Glättsteinen, Ringsteinen, Agraffen, Armbändern, Rosenkränzen, Stockknöpfen, Messergriffen, Schussern und zu vielen anderen schmückenden oder nützlichen Gegenständen verarbeitet.

### In der Technik
Wegen seiner hohen Härte und Widerstandsfähigkeit gegen viele Chemikalien wird Achat auch für technische Verwendungszwecke genutzt.
Verbreitet ist die Verwendung von Achat-Mörsern bei der Herstellung von Kaliumbromid-Presslingen für die Infrarotspektroskopie.
Achate werden als Poliersteine beim Vergolden benutzt, um das aufgetragene Blattgold auf dem Untergrund zu festigen und es auf Hochglanz zu polieren.

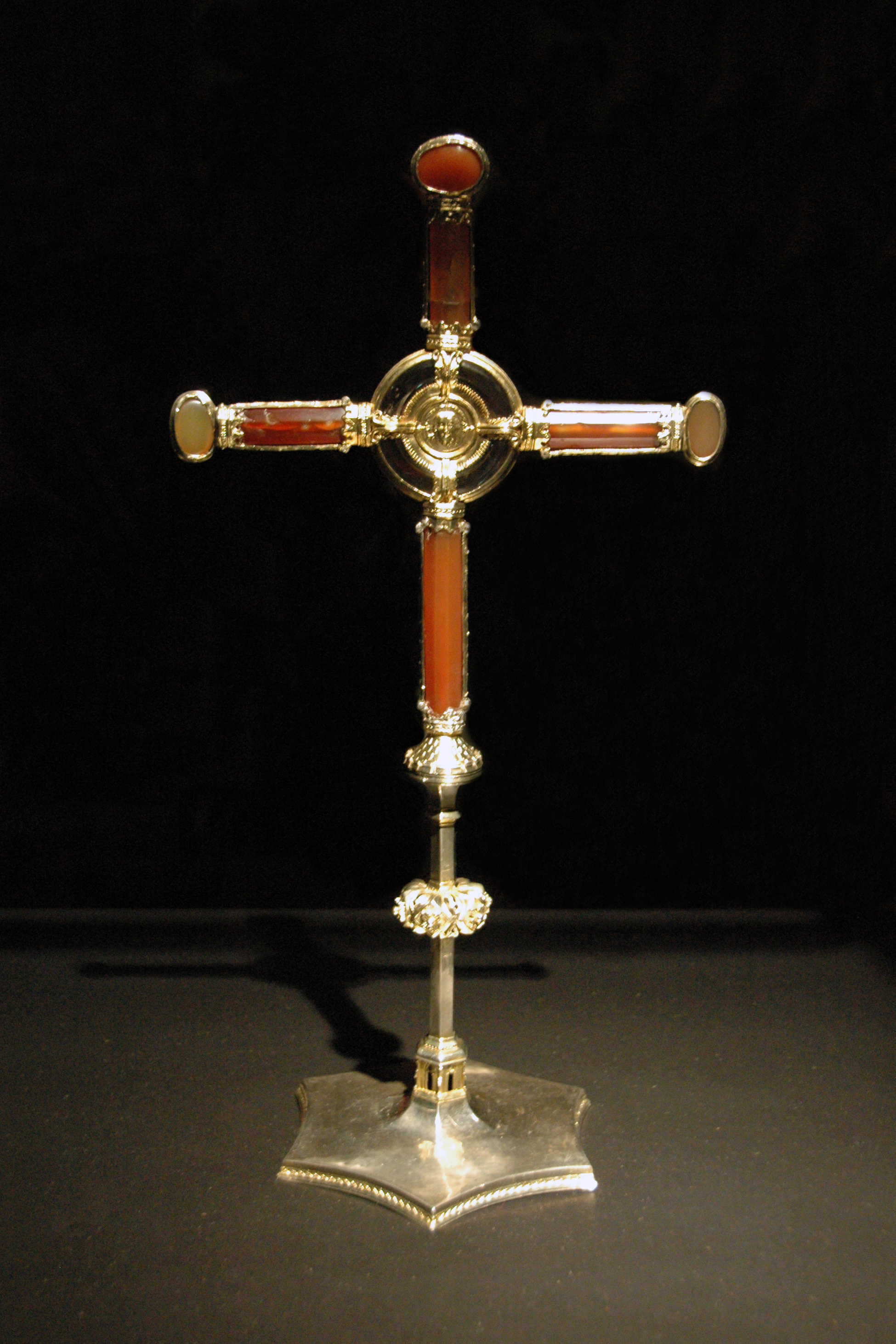
Achat als Schmuckstein an einem gotischen Kreuz des Essener Domschatzes
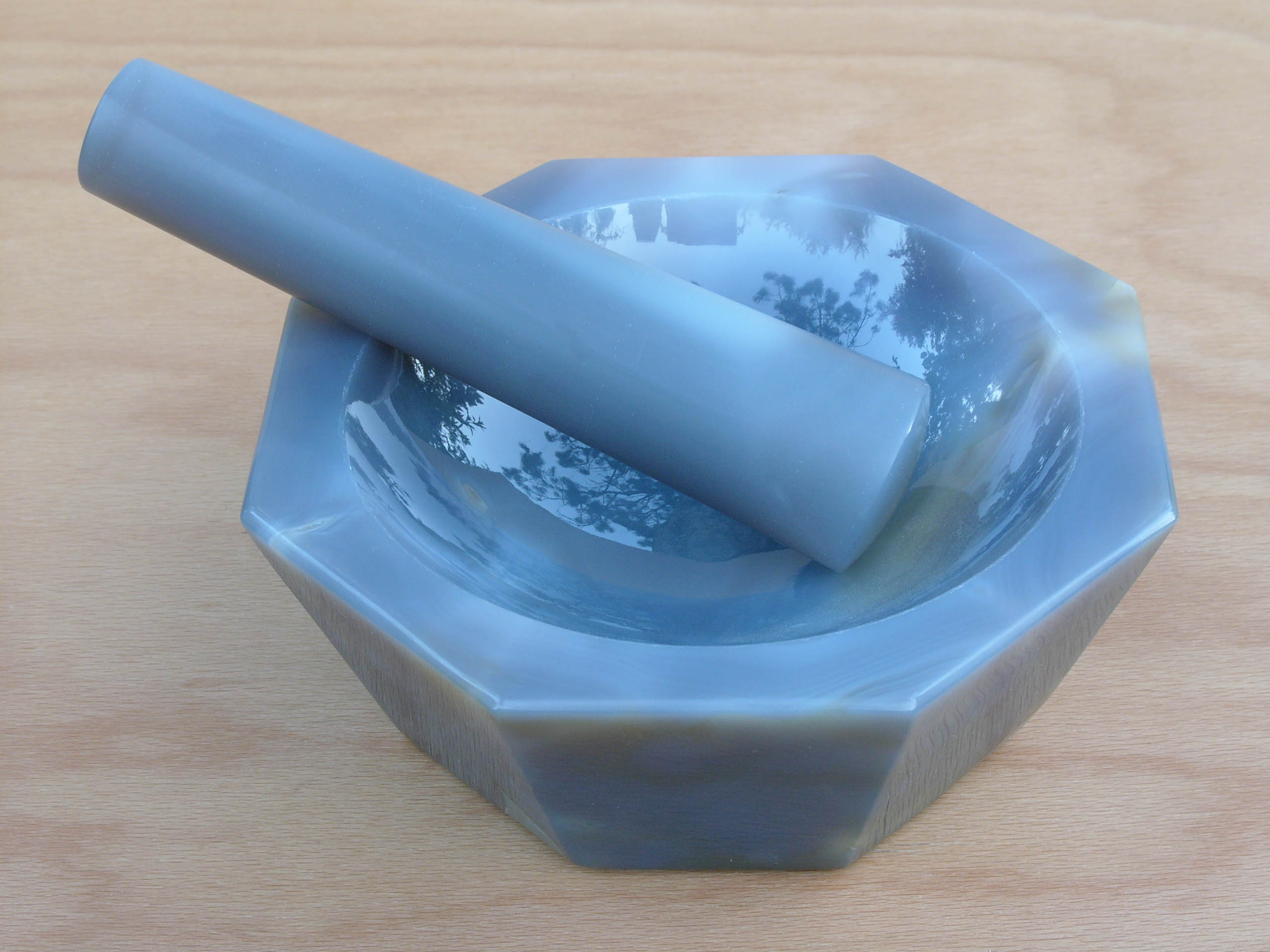
Achatmörser und Pistill

## Mythologie und Esoterik
Als mystischer Stein wird Achat bereits im Alten Testament beschrieben, wo er im Brustschild (Hoshen) des jüdischen Hohepriesters einen der zwölf Stämme Israels symbolisiert.
Die Nutzung von Achat als Heilstein ist unter anderem durch Hildegard von Bingen (1098–1179) in ihrem Buch von den Steinen überliefert. Ihr zufolge sollte der Stein, äußerlich angewendet nach Kontakt mit dem Gift von Spinnen und Schlangen, die schmerzende Stelle heilen und das Gift wegnehmen und herausziehen. Von der Fallsucht geplagte Menschen und Mondsüchtige sollten ständig einen Achat auf der Haut tragen, um von Krankheitsausbrüchen verschont zu werden. Spezielle Ernährungsvorschriften unter Verwendung von Achat zur Aufbereitung des Kochwassers sollte diese Krankheiten sogar heilen können („es sei denn Gott will es nicht“). In Kreuzesform offen durchs Haus getragen soll der Achat dieses gegen Diebe schützen.
Unter Esoterikern heutiger Zeit werden Achate und dessen Untervarietäten ebenfalls als Heilstein für verschiedene Gebrechen genutzt, wie unter anderem Augenachat und Onyx gegen Augenentzündungen, Karneol gegen Halsentzündungen, Krampfadern, Ischiasbeschwerden und Hodenerkrankungen, sowie der Achat selbst gegen Wasserblasen an den Füßen.
Als Tierkreisstein wird gelber Achat dem Sternzeichen Fische, anderen Quellen zufolge der Achat allgemein dem Sternzeichen Jungfrau, den Zwillingen oder auch dem Skorpion zugeordnet.
Als Monatsstein soll er bei den Römern der Antike sowie nach Isidor von Sevilla (um 560–636) dem Monat Mai zugeordnet gewesen sein.

## Manipulationen und Imitationen

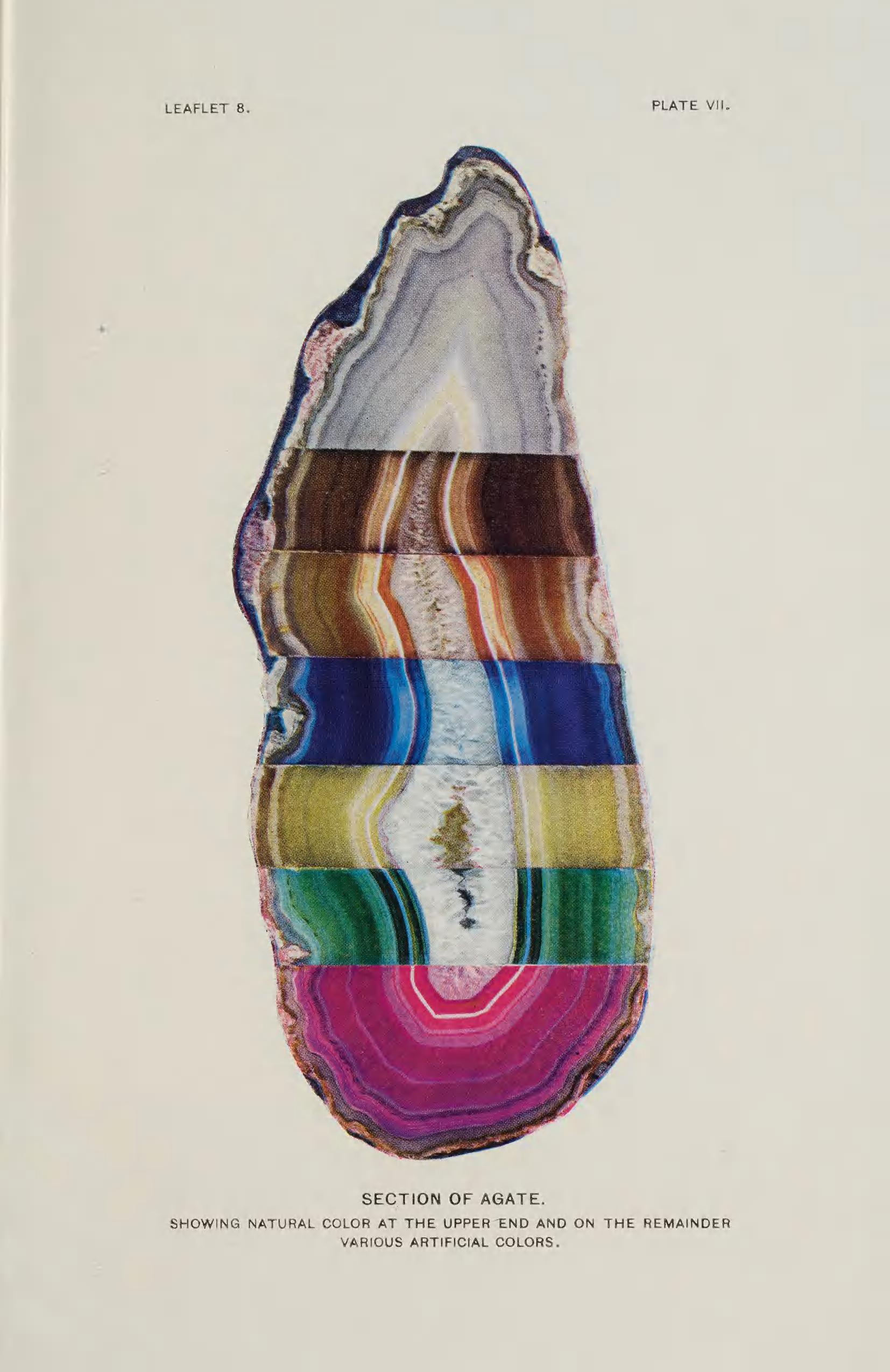
In Segmente aufgeteilte Achatscheibe in natürlicher Farbe und verschiedenfarbig eingefärbt

Dem modischen Geschmack folgend wird der Achat in der Schmuckindustrie häufig gefärbt, wobei man ausnutzt, dass einige, aber nicht alle der einzelnen Lagen des Steins porös genug sind, um Flüssigkeiten aufzusaugen.
So werden zum Beispiel die meisten Onyxe künstlich erzeugt, indem der Achat in verdünnter Honig- oder Zuckerlösung zwei bis drei Wochen erwärmt und dann in konzentrierter Schwefelsäure gekocht wird. Nachdem er abgetrocknet ist, wird er geschliffen, einen Tag in Öl gelegt und am Ende mit Kleie abgewaschen. Die poröse Lage, in welcher der eingedrungene Honig durch die Schwefelsäure verkohlt worden ist, erscheint je nach der Porosität grau, braun oder schwarz, die undurchdringliche weiße, kristalline Schicht aber noch heller und glänzender. Durch verschiedene Chemikalien lassen sich nahezu beliebige Farben erzeugen.
Vor der Verarbeitung wird der Stein oft gebrannt, um seine Farbe zu verändern, und dann noch ein bis zwei Wochen in Schwefel- oder Salpetersäure gelegt. Das Färben aber wird meist erst an den geschliffenen Steinen vorgenommen, obwohl die Farbe tief in die Steinmasse eindringt und auch auf dem Bruch mehr oder weniger deutlich hervortritt.
Ist Achat in natürlich vorkommenden Farben umgefärbt, ist dieser nur unter dem Mikroskop von einem ungefärbten Achat zu unterscheiden. Färbungen, die bei natürlichem Achat nicht vorkommen, wie Kobaltblau, Magenta, Lila oder Pink sind dagegen leicht zu erkennen.
Es gibt auch künstliche Achate, sogenannte Achates, buntfarbiges, dem Achat ähnliches Glas.
Die Deklaration gefärbter Achate ist freiwillig und nicht vorgeschrieben.